# Janusz Homplewicz
Janusz Homplewicz (ur. 27 kwietnia 1931 w Przemyślu, zm. 7 listopada 2006) – polski prawnik, etyk i pedagog, profesor nauk prawnych, nauczyciel akademicki Uniwersytetu Jagiellońskiego i Uniwersytetu Rzeszowskiego, działacz harcerski, specjalności naukowe: etyka pedagogiczna, prawo administracyjne, prawo szkolne, zarządzanie oświatą.

## Życiorys
Maturę uzyskał w Gimnazjum im. Kazimierza Morawskiego w Przemyślu. Został absolwentem Wydziału Prawa Uniwersytetu Jagiellońskiego w Krakowie, gdzie studiował w latach 1949–1952. Później w latach 1952–1953 studiował na Wydziale Prawa i Administracji Uniwersytetu Warszawskiego. Stopień naukowy doktora uzyskał w 1964 na Uniwersytecie Jagiellońskim. Tam też nadano mu stopień naukowy doktora habilitowanego (1971). Tytuł profesora nauk prawnych otrzymał w 1985.
W latach 1953–1954 pracował jako radca prawny w Centrali Handlu Zagranicznego „Ciech” w Warszawie, następnie w Ministerstwie Oświaty. Od 1956 do 1988 był pracownikiem Katedry Prawa Administracyjnego Wydziału Prawa i Administracji Uniwersytetu Jagiellońskiego. W 1988 został zatrudniony w Instytucie Pedagogiki Wyższej Szkoły Pedagogicznej w Rzeszowie, przekształconej w Uniwersytet Rzeszowski. 1 września 2003 przeszedł na emeryturę.
Opublikował 24 książki i 203 artykuły. Pod jego kierunkiem stopień naukowy doktora uzyskały 3 osoby.
Był zaangażowany w działalność harcerską.
Jego żoną była Zofia Bilut-Homplewicz.

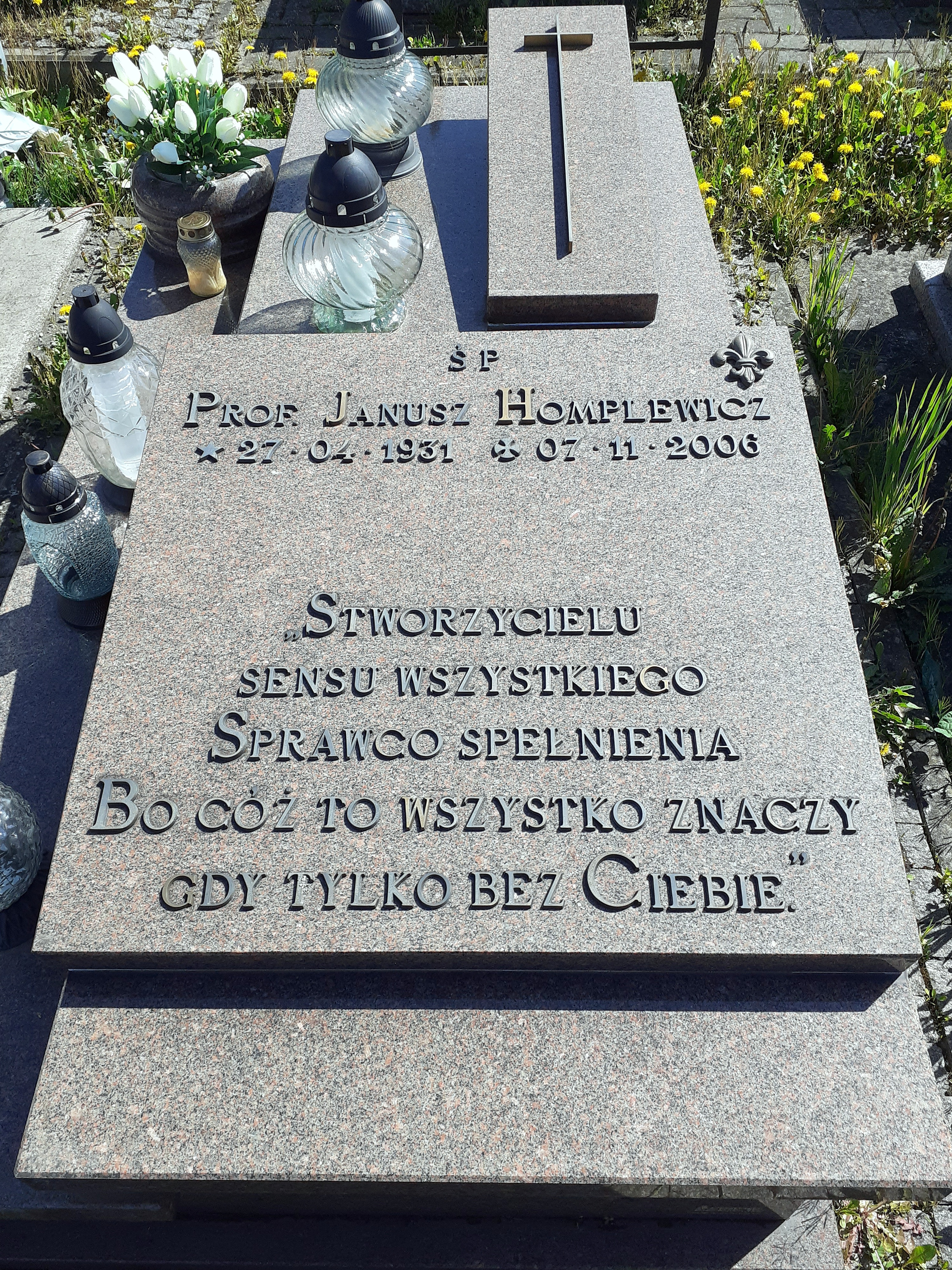
Nagrobek Janusza Homplewicza

Zmarł 7 listopada 2006. Został pochowany na cmentarzu komunalnym Wilkowyja w Rzeszowie (lokalizacja grobu: 82-7-18).

## Wybrane publikacje
- Teoria organizacji i kierownictwa. Zagadnienia podstawowe (Katowice 1979)
- Polskie prawo szkolne (Warszawa 1984)
- Etyka pedagogiczna (Rzeszów 1996)
- Pedagogika rodziny (Rzeszów 2000)
- Pedagogika Świętego Michała (Rzeszów 2003)[3]

## Odznaczenia
Otrzymane odznaczenia:
- Złoty Krzyż Zasługi (1964)
- Krzyż Kawalerski Orderu Odrodzenia Polski (1972)
- Medal Komisji Edukacji Narodowej (1975)
- Krzyż „Za Zasługi dla ZHP” (1993)[1]